# Muara Cawang (Pseksu)
Muara Cawang is een bestuurslaag in het regentschap Lahat van de provincie Zuid-Sumatra, Indonesië. Muara Cawang telt 1043 inwoners (volkstelling 2010).